# چاره یک‌کشوری

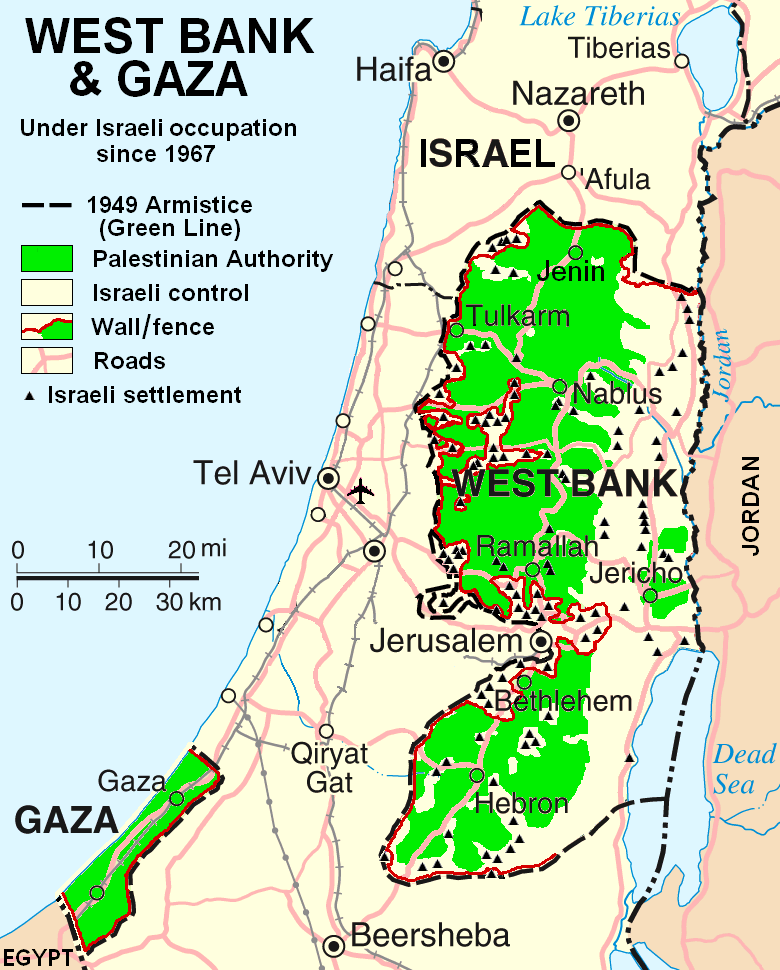
مناطق تحت کنترل حکومت خودگردان فلسطین، شهرک‌های اسرائیلی و دیوار حائل

چارهٔ یک‌کشوری و چاره دوملتی  از راه حل‌های پیشنهادی برای حل درگیری فلسطین و اسرائیل هستند. بر اساس این راه‌حل بایستی یک دولت واحد در اسرائیل، کرانه باختری و نوار غزه تشکیل شود که تمام اهالی این مناطق تابعیت آن را داشته باشند. برخی از طرفداران این راه‌حل به دلایل ایدئولوژیک آن را ترجیح می‌دهند و معتقدند که این بهترین و عادلانه‌ترین راه‌حل است و برخی دیگر نیز معتقدند با توجه به واقعیت‌های موجود چاره یک‌کشوری تنها راه حل عملی برای رفع این منازعه است.
چارهٔ یک‌کشوری در محافل آکادمیک مورد بحث زیادی قرار گرفته اما چندان مورد توجه مقامات رسمی سیاسی قرار نگرفته‌است و مذاکرات صلح فعلی بر اساس چاره دوکشوری دنبال می‌شوند. البته ناکامی چاره دوکشوری در رسیدن به یک توافق نهایی باعث شده تا توجهات به راه حل یک‌کشوری بیشتر شود. امروزه مقامات سیاسی دو کشور به شکل آشکاری از چاره یک‌کشوری سخن می‌گویند و نظرسنجی‌ها نیز نشان می‌دهد که طرفداری از این راه حل در حال افزایش سریع است 
معمر قذافی یکی از نخستین رهبران عربی بود که در سال ۲۰۰۳ به طور رسمی از چاره یک‌کشوری طرفداری کرد. او از این کشور با نام «اسراطین» یاد می‌کرد. بر اساس تحلیل قذافی راه حل دوکشوری از سویی باعث مشکلات امنیتی غیرقابل قبولی برای اسرائیل می‌شود و از سوی دیگر مسئله آوارگان فلسطینی را لاینحل باقی می‌گذارد.
راه حل دوکشوری مبنای پیمان اسلو در سال ۱۹۹۳ بود. در آن زمان اسرائیلی‌ها و فلسطینیان (دولت اسرائیل و ساف) توافق کردند تا ۵ سال دیگر به توافق نهایی رسیده و دولت فلسطین در کرانه باختری و نوار غزه تشکیل شود اما با وجود گذشت سالها از رسیدن به توافق نهایی بازمانده‌اند و اختلافات اصلی آنها به مسائلی چون تعیین مرزها، وضعیت اورشلیم (بیت‌المقدس)، بازگشت آوارگان و مسائل امنیتی برمی‌گردد.
چاره دوکشوری آخرین بار در کنفرانس آناپولیس ۲۰۰۷ مورد تأیید دو طرف قرار گرفت اما پس از آن مذاکره‌کنندگان ارشد فلسطینی همچون صائب عریقات و احمد قریع در گفتگوهای رسمی از شکست چاره دوکشوری و لزوم توجه به چاره یک‌کشوری سخن گفته‌اند.